# MEGA Park
MEGA Park (Ме́га Парк) — крупный торгово-развлекательный центр в Алма-Ате казахстанской сети МЕГА.

## История
Открытие MEGA Park состоялось 30 августа 2014 года. На открытии присутствовал владелец ТРЦ Нурлан Смагулов, аким Алма-Аты Ахметжан Есимов, председатель совета директоров Народного банка Казахстана Александр Павлов и председатель правления Народного банка Умут Шаяхметова.

Появление таких торгово-развлекательных комплексов показывает, что жизненный уровень казахстанцев растёт, мы переходим в более цивилизованную торговлю. Здесь созданы все условия для развлечения всех возрастов и всех слоёв населения, а самое главное в социальном отношении — здесь создано 1500 новых рабочих мест.
— Ахметжан Есимов
Торговый центр MEGA Park площадью 106 226 м² расположен на пересечении проспекта Сейфуллина и улицы Макатаева в Алма-Ате. Коммерческая площадь центра равна 46 333 м², а площадь подземного паркинга составляет 34 110 м². В торговом центре расположено 105 бутиков, супермаркет Magnum Super площадью 3000 м², ресторанный дворик на 1000 мест, 23 кафе и ресторанов (Burger King, KFC, Hardee’s, Wendy’s и др.), парк развлечений Happylon, 9-зальный кинотеатр-мультплекс Chaplin Cinemas, поддерживающий формат RealD 3D.
Возле 3-этажного торгового центра расположена парковка на 1600 автомобилей, сооружён музыкальный фонтан и планируется посадить около 700 деревьев и кустарников. Внутри MEGA Park расположено несколько произведений современного искусства: настенная живопись «Мелодия странствий» высотой 14 м и шириной 9 м казахстанского художника Марата Бекеева, 32-метровая скульптура «Три стихии» Эдуарда Казаряна и скульптура итальянца Хелидона Ксиксы «Телец».

## Посещаемость
В среднем торговые центры MEGA в будние посещают около 25—30 тыс. человек, а в выходные и праздники число посетителей доходит до 30—40 тыс. человек. После открытия MEGA Park планируется, что ежедневно центр будут посещать более 40 тыс. человек.